# Albert von Schrenck-Notzing

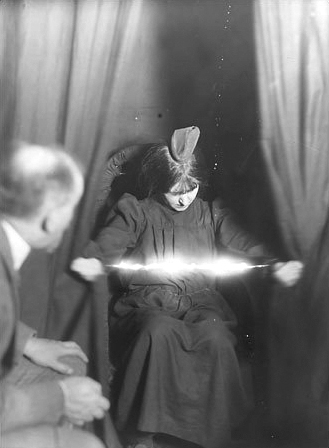
Materialização pela médium Eva Carriére (1912).

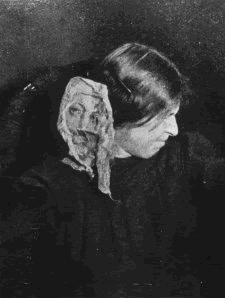
Materialização de um rosto, pela médium Eva Carriére (1912).

O barão Albert von Schrenck-Notzing (Oldenburg, 18 de maio de 1862 - Munique, 12 de fevereiro de 1929) foi um médico psiquiatra e parapsicólogo alemão. Notabilizou-se por sua pesquisa acerca dos fenômenos paranormais e o hipnotismo. Investigou médiuns famosos de seu tempo como Willi Schneider, Rudi Schneider e Eva C..

## Biografia
Nasceu no seio de uma antiga família aristocrática de Munique, os Schrenck von Notzing. Era filho do major Walter von Schrenck-Notzing e sua esposa, Meta Abbes. Fez o curso de Medicina em Munique e graduou-se em 1888. No ano seguinte, estabeleceu-se em Munique, como médico prático. Dedicou-se à Psicologia médica e foi o primeiro psicoterapeuta no sul da Alemanha.
Desposou Gary Siegle, filha do industrial Gustav Siegle. Com ela teve dois filhos, Leopold (*1894) e Gustav (*1896). O publicitário Caspar von Schrenck-Notzing é um de seus netos.
Ficou conhecido por suas experiências com a hipnose. Em 1886 fundou, com o filósofo Carl du Prel  em Munique, o "Psychologische Gesellschaft", que tratava de assuntos que, hoje, são principalmente associados com a parapsicologia. Escreveu muitas monografias e artigos sobre as suas investigações, muitos das quais nas páginas da "Zeitschrift für Parapsychologie". São notáveis os relatórios de Thomas Mann, sobre as experiências com o médium Rudi Schneider, que tiveram lugar no início da década de 1920. Schrenck-Notzing estava particularmente interessado no potencial terapêutico da hipnose. Como psicoterapeuta, desenvolveu novos métodos para o tratamento da disfunção sexual e da neurastenia.

## Obra
- "Ein Beitrag zur therapeutischen Verwertung des Hypnotismus" (1888, Dissertação)
- "Der Kampf um die Materialisations Phänomene" (1914)
- "Die Phänomene des Medium Linda Gazerra". (1917)
- "Physikalische Phänomene des Mediumismus" (1920)
- "Experimente der Fernbewegung (Telekinese) im psychologischen Institut der Münchener Universität" (1924)
- "Die physikalischen Phanomene der grossen Medien" (1926)
- "Grundfragen der Parapsychologie" (1929)
- "Entwicklung des Okkultismus zur Parapsychologie in Deutschland" (1932)
- "Die PhĚnomene des Medium Rudi Schneider" (1933)